# Liste der denkmalgeschützten Objekte in Wien/Josefstadt
Die Liste der denkmalgeschützten Objekte in Wien-Josefstadt enthält die 107 denkmalgeschützten unbeweglichen Objekte des 8. Wiener Gemeindebezirks Josefstadt.

## Denkmäler
| Foto  |                 | Denkmal | Standort                                                               | Beschreibung | Metadaten |
| ----- | --------------- | --- | ---------------------------------------------------------------------- | --- | --- |
| ja    | Datei hochladen | Wohnhausanlage der Gemeinde Wien, Ludo Hartmann-Hof HERIS-ID: 47875 Objekt-ID: 51196 Wiener Wohnen: 106                                   | Albertgasse 13–17 Standort KG: Josefstadt                              | Die städtische Wohnhausanlage entstand 1923/24 nach Plänen von Cesar Poppovits. Die dekorlose Fassade springt nach Art eines Ehrenhofs zurück; die so entstandene Terrasse umgibt ein Laubengang, der von palmenartigen Majolikasäulen getragen wird. | BDA-Hist.: Q38028377 Status: § 2a Stand der BDA-Liste: 2025-06-30 Name: Wohnhausanlage der Gemeinde Wien, Ludo Hartmann-Hof GstNr.: 1029/9 Ludo-Hartmann-Hof                                                                                              |
| ja    | Datei hochladen | Miethaus, Hamerling-Hof HERIS-ID: 47802 Objekt-ID: 51118                                                                                  | Albertgasse 30 Standort KG: Josefstadt                                 | Das monumentale Zinshaus am Spitz zwischen Skoda- und Albertgasse zeigt reiche Erker- und Giebelgliederung, eine Eckkuppel und üppigen barockisierenden Dekor. Eine secessionistische Gittertüre führt in ein stuckiertes Foyer. Auch im halbrunden Stiegenhaus sind secessionistische Gitter vorhanden. Die Pläne des 1905 entstandenen Gebäudes schuf Carl Bittmann. | BDA-Hist.: Q38028155 Status: § 2a Stand der BDA-Liste: 2025-06-30 Name: Miethaus, Hamerling-Hof GstNr.: 434/1 Hamerling-Hof |
| ja    | Datei hochladen | Ehem. Mädchen-Realgymnasium HERIS-ID: 47871 Objekt-ID: 51192                                                                              | Albertgasse 38 Standort KG: Josefstadt                                 | Das 1914 von Viktor Postelberg errichtete Schulgebäude trägt an der sonst schmucklosen Fassade figürliche Steinreliefs mit Allegorien von Weisheit und Fleiß. | BDA-Hist.: Q38028368 Status: § 2a Stand der BDA-Liste: 2025-06-30 Name: Ehem. Mädchen-Realgymnasium GstNr.: 264 Albertgasse 38 |
| ja    | Datei hochladen | Wohnhaus HERIS-ID: 43621 Objekt-ID: 44263                                                                                                 | Albertgasse 41 Standort KG: Josefstadt                                 | Biedermeier-Vorstadthaus (1811) | BDA-Hist.: Q38004320 Status: Bescheid Stand der BDA-Liste: 2025-06-30 Name: Wohnhaus GstNr.: 283/2 Albertgasse 41 |
| ja BW | Datei hochladen | Bürgerhaus HERIS-ID: 43622 Objekt-ID: 44264                                                                                               | Albertgasse 43 Standort KG: Josefstadt                                 | Biedermeier-Vorstadthaus aus 1809 | BDA-Hist.: Q38004331 Status: Bescheid Stand der BDA-Liste: 2025-06-30 Name: Bürgerhaus GstNr.: 285 Albertgasse 43, Vienna |
| ja    | Datei hochladen | Wohnhaus, Zu Jesus Maria und Josef HERIS-ID: 43623 Objekt-ID: 44265                                                                       | Albertgasse 45 Standort KG: Josefstadt                                 | Das Vorstadthaus „Zu Jesus, Maria und Josef“ entstand 1805/06. | BDA-Hist.: Q38004342 Status: Bescheid Stand der BDA-Liste: 2025-06-30 Name: Wohnhaus, Zu Jesus Maria und Josef GstNr.: 286 Albertgasse 45, Vienna |
| ja    | Datei hochladen | Miethaus HERIS-ID: 40933 Objekt-ID: 41236                                                                                                 | Albertgasse 50 Standort KG: Josefstadt                                 | Das klassizistische Vorstadthaus an der Südostecke des Albertplatzes wurde 1813/17 erbaut. Die Fassade ist durch flache Risalite mit toskanischen Riesenpilastern gegliedert und trägt figürliche Reliefs der vier Jahreszeiten. | BDA-Hist.: Q37997142 Status: Bescheid Stand der BDA-Liste: 2025-06-30 Name: Miethaus GstNr.: 315 Albertgasse 50 |
| ja    | Datei hochladen | Hauszeichen, Putzschnittrelief HERIS-ID: 67403 Objekt-ID: 80356                                                                           | Albertgasse 52 Standort KG: Josefstadt                                 | Das 5,5 × 8 m große Relief wurde 1954 durch Karl Langer geschaffen und thematisiert die Errichtung der Albertinischen Wasserleitung 1803–1804. | BDA-Hist.: Q38116541 Status: § 2a Stand der BDA-Liste: 2025-06-30 Name: Hauszeichen, Putzschnittrelief GstNr.: 352 Albertgasse 52 (Relief) |
| ja    | Datei hochladen | Isis-Brunnen HERIS-ID: 64356 Objekt-ID: 77068 Wien Kulturgut: 43404                                                                       | vor Albertplatz 8 Standort KG: Josefstadt                              | Der 1833 in der Mitte des Platzes aufgestellte und im Jahr darauf eingeweihte Brunnen spendete Wasser erst der Albertinischen Wasserleitung, später der Kaiser-Ferdinands-Wasserleitung. 1912 wurde der Brunnen an den nördlichen Rand des Platzes verlegt. | BDA-Hist.: Q258046 Status: § 2a Stand der BDA-Liste: 2025-06-30 Name: Isis-Brunnen GstNr.: 1191/1 Isisbrunnen |
| ja    | Datei hochladen | sog. Gaberschlössel, ehem. Gerichtsgebäude der Schottenherrschaft Breitenfeld HERIS-ID: 40934 Objekt-ID: 41237                            | Albertplatz 8 Standort KG: Josefstadt                                  | Der zweigeschoßige schlösschenartige Biedermeierbau wurde 1812 errichtet. Der Mitteltrakt ist leicht erhöht, die Fassade durch Lisenen gegliedert und mit Parapetreliefs im Obergeschoß verziert. Dem Portal in der Mittelachse ist eine Balkonvorhalle mit Spitzbogenarkaden vorgelagert. Im Obergeschoß befindet sich eine flache Mittelnische, die von ionischen Halbsäulen flankiert ist. Die schlichten Seitenteile tragen Dachhäuschen. | BDA-Hist.: Q37997153 Status: Bescheid Stand der BDA-Liste: 2025-06-30 Name: sog. Gaberschlössel, ehem. Gerichtsgebäude der Schottenherrschaft Breitenfeld GstNr.: 333/1 Albertplatz 8                                                                     |
| ja    | Datei hochladen | Minoritenkloster, Weißspanierkloster HERIS-ID: 47778 Objekt-ID: 51092                                                                     | Alser Straße 17 Standort KG: Josefstadt                                | Kirche und Klostergebäude entstanden Ende des 17. Jahrhunderts für den Trinitarier-Orden. Mit dem Bau der Kirche vermutlich nach Plänen von Matthias Steindl wurde 1694 begonnen; nach Fertigstellung des Rohbaus erfolgte 1698 die Einweihung. Gänzlich fertiggestellt wurde die Kirche 1727. 1784 übernahmen die Minoriten Kirche und Kloster. Die frühbarocke Kirche mit dreiachsiger Zweiturmfassade umschließt einen vierjochigen Saalraum mit Querschiff, gerade geschlossenem zweijochigem Chor und rechteckiger Vorhalle. Mit dem Bau des Klosters war schon 1689 begonnen worden; 1694 wurde die Anlage um den Kreuzgang größtenteils fertiggestellt, 1710 der Kapitelhof. 1721 waren die Bauarbeiten endgültig abgeschlossen. | BDA-Hist.: Q38028066 Status: § 2a Stand der BDA-Liste: 2025-06-30 Name: Minoritenkloster, Weißspanierkloster GstNr.: 2/1 Minoritenkloster Wien |
| ja    | Datei hochladen | Palais Auersperg, ehem. Palais Rofrano HERIS-ID: 40935 Objekt-ID: 41238                                                                   | Auerspergstraße 1 Standort KG: Josefstadt                              | Das Palais entstand von 1706 bis 1710 vermutlich nach Plänen von Johann Bernhard Fischer von Erlach sowie Johann Lucas von Hildebrandt und wurde schon von 1720 bis 1723 durch Johann Christian Neupauer deutlich verändert. | BDA-Hist.: Q264612 Status: Bescheid Stand der BDA-Liste: 2025-06-30 Name: Palais Auersperg, ehem. Palais Rofrano GstNr.: 689/2, 689/3, 689/6, 687 Palais Auersperg                                                                                        |
| ja    | Datei hochladen | Miethaus, Zur kleinen Maria Hilf, Bildhauerhaus HERIS-ID: 40936 Objekt-ID: 41239                                                          | Auerspergstraße 7 Standort KG: Josefstadt                              | Das ursprünglich viergeschoßige, später aufgestockte spätbiedermeierliche Vorstadthaus (erbaut 1837 durch Carl Högl) hat eine reiche Empirefassade mit Gitterbalkonen auf Konsolen sowie Ranken- und Palmettendekor. Über dem Hauptgeschoß ruht auf Pilastern ein Giebelmotiv. | BDA-Hist.: Q37997169 Status: Bescheid Stand der BDA-Liste: 2025-06-30 Name: Miethaus, Zur kleinen Maria Hilf, Bildhauerhaus GstNr.: 684 Auerspergstraße 7                                                                                                 |
| ja    | Datei hochladen | Ehem. Sanatorium Luithlen HERIS-ID: 44299 Objekt-ID: 45075                                                                                | Auerspergstraße 9 Standort KG: Josefstadt                              | Das Haus im Stil der Wiener Moderne entstand 1907/08 durch Robert Oerley. Die schlichte Fassade ist durch Gesimse sowie rhythmische Fensteraufteilung gegliedert; die kleinteilig versprossten Fenster enthalten teilweise noch die originalen gebauchten Scheiben. Der Sockel ist kleinteilig gequadert, das Erdgeschoß mit Stein verkleidet. Die Dachzone wurde 1964 umgebaut. | BDA-Hist.: Q38007901 Status: Bescheid Stand der BDA-Liste: 2025-06-30 Name: Ehem. Sanatorium Luithlen GstNr.: 683/1 Sanatorium Luithlen |
| ja    | Datei hochladen | Miethaus, Bei den Schmiedten HERIS-ID: 40938 Objekt-ID: 41241                                                                             | Auerspergstraße 13 Standort KG: Josefstadt                             | Karl Ehmann erbaute 1828 das klassizistische Vorstadthaus mit langgestreckter Seitenfassade. Über dem von Säulen flankierten Rundbogenportal mit Maske befindet sich ein Gitterbalkon; das Hauptgeschoß ist mit geraden Fensterverdachungen und Sohlbankgesimsen gestaltet, im zweiten Obergeschoßen befinden sich Porträtmedaillons in den Lünettenfeldern. An der Rückseite liegt ein Pawlatschenhof mit Pfeilern und Säulen im Erdgeschoß. | BDA-Hist.: Q37997190 Status: Bescheid Stand der BDA-Liste: 2025-06-30 Name: Miethaus, Bei den Schmiedten GstNr.: 624 |
| ja    | Datei hochladen | Geschäftsportal samt Geschäftsräumen im Erdgeschoß HERIS-ID: 59961 Objekt-ID: 71669                                                       | Blindengasse 3 Standort KG: Josefstadt                                 | Im Erdgeschoß des von Jakob Modern 1882 erbauten Wohnhauses mit altdeutscher Fassade entstand 1927 das Geschäftsportal mit Marmorsäulen und -pilastern sowie figürlichem Art-déco-Dekor an der Eingangstüre. Im Inneren sind Holztreppen und Schränke der ursprünglichen Einrichtung erhalten. | BDA-Hist.: Q38089356 Status: Bescheid Stand der BDA-Liste: 2025-06-30 Name: Geschäftsportal samt Geschäftsräumen im Erdgeschoß GstNr.: 1178/1 Ground floor, Blindengasse 3, Vienna                                                                        |
| ja    | Datei hochladen | Miethaus HERIS-ID: 40941 Objekt-ID: 41244                                                                                                 | Buchfeldgasse 3 Standort KG: Josefstadt                                | Die 1824 angelegte Buchfeldgasse weist eine fast durchgehend geschlossene Bebauung mit Biedermeier-Zinshäusern auf, die nur vereinzelt durch späthistoristische Zinshäuser oder Neubauten unterbrochen ist. Die Hauptgeschoße des 1824 erbauten Hauses Nr. 3 sind durch ionische Pilaster gestaltet. Die Beletage ist durch Blendarkatur, Blendbaluster sowie teilweise figürliche Reliefs in den Lünetten betont. | BDA-Hist.: Q37997199 Status: Bescheid Stand der BDA-Liste: 2025-06-30 Name: Miethaus, Hotel Graf Stadion GstNr.: 583 |
| ja    | Datei hochladen | Miethaus HERIS-ID: 40942 Objekt-ID: 41245                                                                                                 | Buchfeldgasse 4 Standort KG: Josefstadt                                | Das vielachsige typische Biedermeier-Zinshaus mit flachem Mittelrisalit mit Dreiecksgiebelverdachungen auf Konsolen sowie Blendbalustraden in der Beletage, einem Relief Minerva mit Putten in der Lünette des Mittelfensters, Rücklagen mit Blendarkatur und Lünettenreliefs wurde 1827 von Alois Hildwein erbaut. | BDA-Hist.: Q37997209 Status: Bescheid Stand der BDA-Liste: 2025-06-30 Name: Miethaus GstNr.: 581 |
| ja    | Datei hochladen | Miethaus, Hotel Graf Stadion HERIS-ID: 40943 Objekt-ID: 41246                                                                             | Buchfeldgasse 5 Standort KG: Josefstadt                                | Das Gebäude entstand 1825 durch Alois Hildwein. Die Fassade ist durch einen flachen Mittelrisalit mit Dreiecksgiebelverdachungen im Hauptgeschoß gestaltet, die Rücklagen zeigen Blendarkatur und Lünettenreliefs. | BDA-Hist.: Q1574842 Status: Bescheid Stand der BDA-Liste: 2025-06-30 Name: Miethaus GstNr.: 582 Hotel Graf Stadion |
| ja    | Datei hochladen | Miethaus HERIS-ID: 40944 Objekt-ID: 41247                                                                                                 | Buchfeldgasse 7 Standort KG: Josefstadt                                | Das Haus entstand 1824 und erhielt schon 1828 einen Zubau von Ignaz Ram. Die Fassade ist additiv gegliedert und hat Dreiecksgiebelverdachungen in der Beletage. | BDA-Hist.: Q37997225 Status: Bescheid Stand der BDA-Liste: 2025-06-30 Name: Miethaus GstNr.: 578 |
| ja    | Datei hochladen | Miethaus HERIS-ID: 40945 Objekt-ID: 41248                                                                                                 | Buchfeldgasse 14 Standort KG: Josefstadt                               | Das 1826 errichtete Gebäude hat Lünettenfenster im Hauptgeschoß. | BDA-Hist.: Q37997236 Status: Bescheid Stand der BDA-Liste: 2025-06-30 Name: Miethaus GstNr.: 573 |
| ja    | Datei hochladen | Miethaus, Leopold Ebnersches Stiftungshaus HERIS-ID: 47824 Objekt-ID: 51142                                                               | Buchfeldgasse 15 Standort KG: Josefstadt                               | Das 1824 entstandene Gebäude mit additiv gegliederter Fassade und flachem Mittelrisalit zeigt oberhalb des Portals ein Relief der Vier Jahreszeiten. | BDA-Hist.: Q38028217 Status: § 2a Stand der BDA-Liste: 2025-06-30 Name: Miethaus, Leopold Ebnersches Stiftungshaus GstNr.: 569 |
| ja    | Datei hochladen | Miethaus HERIS-ID: 40946 Objekt-ID: 41249                                                                                                 | Buchfeldgasse 17 Standort KG: Josefstadt                               | Erbauer des Hauses sind Alois Hildwein (1824) und Ignaz Göll (1828). Die Fassade ist durch toskanische Riesenpilaster am Mittelspiegel und Blendarkatur in der Beletage sowie flache genutete Seitenrisalite mit großen Sturzreliefs gestaltet (im Hauptgeschoß vielgestaltige Triumphszenen Apollos und Minervas). | BDA-Hist.: Q37997247 Status: Bescheid Stand der BDA-Liste: 2025-06-30 Name: Miethaus GstNr.: 570 |
| ja    | Datei hochladen | Miethaus HERIS-ID: 47826 Objekt-ID: 51144                                                                                                 | Buchfeldgasse 19 Standort KG: Josefstadt                               | 1847 entstand das typische vielachsige frühhistoristische Zinshaus mit additiver Fassadengliederung, pilastergerahmten Fenstern in der Beletage und gotisierenden Vierpass-Motiven in den Parapetfeldern. | BDA-Hist.: Q38028226 Status: § 2a Stand der BDA-Liste: 2025-06-30 Name: Miethaus GstNr.: 564 Buchfeldgasse 19, Vienna |
| ja    | Datei hochladen | Institut für Umweltmedizin der Stadt Wien, ehem. Maria-Theresien-Frauen-Hospital HERIS-ID: 47763 Objekt-ID: 51077                         | Feldgasse 9 Standort KG: Josefstadt                                    | Das seinerzeitige Krankenhaus wurde 1892 vom Büro Fellner & Helmer errichtet. Der schlichte Sichtziegelbau hat Biforienfenster mit Steingewänden sowie eine giebelbekrönte Vorhalle. Im Foyer steht eine Bronzebüste des Bakteriologen und Nobelpreisträgers Emil von Behring. | BDA-Hist.: Q38028025 Status: Bescheid Stand der BDA-Liste: 2025-06-30 Name: Institut für Umweltmedizin der Stadt Wien, ehem. Maria-Theresien-Frauen-Hospital GstNr.: 325 Feldgasse 9                                                                      |
| ja    | Datei hochladen | Miethaus HERIS-ID: 41000 Objekt-ID: 41309                                                                                                 | Florianigasse 9 Standort KG: Josefstadt                                | Das Haus „Zur heiligen Barbara“ wurde 1834 durch Anton Hoppe erbaut. Die Fassade zeigt gerade Fensterverdachungen und Sohlbankgesimse, teilweise auf Konsolen. Seitlich ist ein Puttenrelief aus dem zweiten Viertel des 19. Jahrhunderts eingemauert. Anmerkung: Identanschrift Schlösselgasse 5 | BDA-Hist.: Q37997588 Status: Bescheid Stand der BDA-Liste: 2025-06-30 Name: Miethaus GstNr.: 61/2 Florianigasse 9, Vienna |
| ja    | Datei hochladen | Wohnhaus, Zum Nagelstock oder Nelkenstock HERIS-ID: 60183 Objekt-ID: 72192                                                                | Florianigasse 10 Standort KG: Josefstadt                               | Das 1782 errichtete Gebäude erhielt bei einem Umbau in der ersten Hälfte des 19. Jahrhunderts eine additive frühhistoristische Fassadengliederung. Eine Gedenktafel erinnert daran, dass Emanuel Schikaneder in diesem Haus verstarb. | BDA-Hist.: Q38090674 Status: Bescheid Stand der BDA-Liste: 2025-06-30 Name: Wohnhaus, Zum Nagelstock oder Nelkenstock GstNr.: 62 Florianigasse 10, Vienna                                                                                                 |
| ja    | Datei hochladen | Innungshaus der Bäcker Wiens, Zum schönen Garten HERIS-ID: 40947 Objekt-ID: 41250                                                         | Florianigasse 13 Standort KG: Josefstadt                               | Der Gassentrakt stammt aus der ersten Hälfte des 18. Jahrhunderts (eventuell erst aus 1766?). Die stark erneuerte Fassade zeigt eine schlichte Putzfaschengliederung mit Kartuschenmalereien und ein Mansarddach. Das mit Prellsteinen versehene Korbbogenportal führt in eine Einfahrt, die hofseitig durch ein Gittertor abgeschlossen ist. Die Hoffassade hat zwei rechteckige Stiegenhaustürmchen mit Pyramidendächern. Der 1898 nach Plänen von Ferdinand Fellner dem Jüngeren errichtete Hoftrakt beherbergt die Bäckerinnung und hat eine altdeutsche Fassade mit geschweiftem Treppengiebel und einem reich dekorierten Neorenaissanceportal. | BDA-Hist.: Q37997258 Status: § 2a Stand der BDA-Liste: 2025-06-30 Name: Innungshaus der Bäcker Wiens, Zum schönen Garten GstNr.: 564 Innungshaus der Bäcker Wiens                                                                                         |
| ja    | Datei hochladen | Bildstock, Tabernakelsäule/Bäckerkreuz HERIS-ID: 70215 Objekt-ID: 83325 Wien Kulturgut: 43400                                             | Florianigasse 13 Standort KG: Josefstadt                               | Im Hof des Hauses der Bäckerinnung ist seit 1933 das Bäckerkreuz – eine Tabernakelsäule aus Sandstein mit Reliefs des Salvator und eines Bischofs (hl. Wolfgang?) – aus dem Jahr 1598 aufgestellt, das ursprünglich in der Währinger Straße 38–42 gestanden war. | BDA-Hist.: Q38124328 Status: § 2a Stand der BDA-Liste: 2025-06-30 Name: Bildstock, Tabernakelsäule/Bäckerkreuz GstNr.: 564 Bäckerkreuz |
| ja    | Datei hochladen | Baudenkmale – Schönbornpark (Ummauerung, Brunnen, WC-Pavillon, Mosaik etc.) HERIS-ID: 70914 Objekt-ID: 84057                              | Florianigasse 22 Standort KG: Josefstadt                               | Der Park wurde 1903 auf dem Gelände des ehemaligen Barockgartens des Palais Schönborn angelegt. Die Gartenmauer mit secessionistischem Gitter und Toren stammt von Max Mossbäck. Das Mittelrondeau mit Brunnenbecken dürfte ein Rest der barocken Anlage sein. Am Westrand liegt eine ehemalige Bunkeranlage mit einem Wandbrunnen. An der Florianigasse steht eine im ersten Jahrzehnt des 20. Jahrhunderts von Wilhelm Beetz im Pavillonstil errichtete Toilettenanlage. Ein Denkmal in Form einer Bronzebüste auf einem Pfeiler mit Inschrift erinnert an den Komponisten Edmund Eysler. | BDA-Hist.: Q125193542 Status: § 2a Stand der BDA-Liste: 2025-06-30 Name: Baudenkmale – Schönbornpark (Ummauerung, Brunnen, WC-Pavillon, Mosaik etc.) GstNr.: 99/1 Schönbornpark                                                                           |
| ja    | Datei hochladen | Miethaus, Melker Hof HERIS-ID: 47798 Objekt-ID: 51113                                                                                     | Florianigasse 40 Standort KG: Josefstadt                               | Der Melker Hof, erbaut durch Franz Schlierholz 1853–1858, ist eine aus vier Höfen und sieben Trakten bestehende fünfgeschoßige T-förmige frühhistoristische Zinshausanlage, die als Durchhaus zur Lederergasse 23 und zur Laudongasse 33 fungiert; die Höfe sind durch hohe tonnengewölbte Durchgänge verbunden. Die frühhistoristisch genutete Fassade ist additiv-gegliedert. Der Eingang von der Lederergasse erfolgt durch ein hohes mittiges Rundbogenportal mit gerader Verdachung auf Konsolen. Der Tympanon zeigt Rankenzierat und das Melker Stiftswappen. Über dem Durchgang zum vierten Hof ist ein Relief eines Elefanten aus der Zeit um 1800 (das ursprüngliche Hauszeichen) eingemauert. – Der Komponist Josef Bayer starb in diesem Haus. | BDA-Hist.: Q38028134 Status: § 2a Stand der BDA-Liste: 2025-06-30 Name: Miethaus, Melker Hof GstNr.: 236, 241 Melker Hof, Josefstadt |
| ja    | Datei hochladen | Pfarrhof Breitenfeld HERIS-ID: 47870 Objekt-ID: 51190                                                                                     | Florianigasse 70 Standort KG: Josefstadt                               | Der Pfarrhof wurde 1900 durch Alexander Wielemans von Monteforte als viergeschoßiger additiv gegliederter Bau mit übergiebeltem Rundbogenportal, abgeschrägter Kante und Dachbalustrade in den Formen der oberitalienischen Frührenaissance errichtet. Die Rundbogenfenster sind teilweise gekuppelt. In einer Muschelnische in der Eckachse steht eine Steinfigur der hl. Maria mit Kind des Bildhauers Emanuel Pendl. | BDA-Hist.: Q38028357 Status: § 2a Stand der BDA-Liste: 2025-06-30 Name: Pfarrhof Breitenfeld GstNr.: 403/23 Pfarrhof Breitenfeld |
| ja    | Datei hochladen | Ehem. Bundesamt für Eich- und Vermessungswesen vormals Militärgeographisches Institut HERIS-ID: 40948 Objekt-ID: 41251                    | Friedrich-Schmidt-Platz 3 Standort KG: Josefstadt                      | Das Gebäude – ein monumentales Beispiel für die Verwaltungsarchitektur des Vormärz – entstand 1840–1842 nach Plänen von Franz Ferdinand von Mayern. Der kubisch geschlossene Baukörper hat über einem zweigeschoßigen rustizierten Sockel drei gleichartig gebildete, durch dorische Riesenpilaster gegliederte Obergeschoße mit dreiteiligen Fenstern und eingetieften Parapetfeldern; die drei Mittelachsen sind durch risalitenartig hervorragende dorische Pfeiler hervorgehoben. Darüber befindet sich ein Konsolgesims mit Balustrade. Über der Mittelachse ist ein turmartiger Pavillon aufgesetzt, der bis 1927 als Sternwarte diente und durch eine Globus-Aufsatz gekrönt ist. An der Fassade ist ein Reliefmedaillon mit einem Porträt Johannes Keplers angebracht. | BDA-Hist.: Q1935031 Status: § 2a Stand der BDA-Liste: 2025-06-30 Name: Ehem. Bundesamt für Eich- und Vermessungswesen vormals Militärgeographisches Institut GstNr.: 611 Institute of Military Geography, Vienna                                          |
| ja    | Datei hochladen | Bürohaus des Magistrats der Stadt Wien HERIS-ID: 47827 Objekt-ID: 51145                                                                   | Friedrich-Schmidt-Platz 5 Standort KG: Josefstadt                      | Der Architekt Fritz Keller schuf 1914–1916 den kubisch geschlossenen blockhaften neoklassizistisch gegliederten Bau mit massiven Volutenkonsolen zwischen den Fenstern des ersten Obergeschoßes und Gliederung der weiteren Obergeschoße durch Kolossalpilaster mit stilisierten Akanthus-Kapitellen zwischen französischen Fenstern. Im Inneren liegt ein achteckiges Vestibül mit Rundbogennischen und Durchgängen, dessen Wände und Bögen mit grünem und weißem Marmor verkleidet sind. | BDA-Hist.: Q38028236 Status: § 2a Stand der BDA-Liste: 2025-06-30 Name: Bürohaus des Magistrats der Stadt Wien GstNr.: 610/2 Friedrich-Schmidt-Platz 5 |
| ja    | Datei hochladen | Wotruba Skulptur HERIS-ID: 47828 Objekt-ID: 51146 Wien Kulturgut: 42662                                                                   | vor Friedrich-Schmidt-Platz 7 Standort KG: Josefstadt                  | Fritz Wotruba schuf um 1960 die Plastik in Gestalt einer stehenden Figur. | BDA-Hist.: Q38028246 Status: § 2a Stand der BDA-Liste: 2025-06-30 Name: Wotruba Skulptur GstNr.: 1260/2 Wotruba Skulptur Friedrich-Schmidt-Platz |
| ja    | Datei hochladen | Handelsakademie Hamerlingplatz, Vienna Business School HERIS-ID: 47806 Objekt-ID: 51122                                                   | Hamerlingplatz 5-6 Standort KG: Josefstadt                             | Das Gebäude der Neuen Wiener Handelsakademie (Handelsakademie II) wurde von 1906 bis 1907 nach Plänen der Architekten Julius und Wunibald Deininger errichtet. | BDA-Hist.: Q2523348 Status: Bescheid Stand der BDA-Liste: 2025-06-30 Name: Handelsakademie, Vienna Business School GstNr.: 434/22 Handelsakademie Hamerlingplatz                                                                                          |
| ja    | Datei hochladen | Mariensäule HERIS-ID: 64321 Objekt-ID: 77028                                                                                              | Jodok-Fink-Platz Standort KG: Josefstadt                               | Die zum Dank für das Erlöschen der Pest 1713 gestiftete Säule steht auf einem mächtigen Sockel mit drei Engeln, Putten und dem Wappen des Stifters Georg Constantin Graf Simich. Die Säule selbst ist mit einem Wolken-Engel-Band umwunden und von einem korinthischen Kapitell gekrönt, auf dem die Figur der Maria immaculata steht. Umgeben ist die Säule von Figuren der Heiligen Joseph, Joachim und Anna; das gesamte Denkmal wird von einem niedrigen barocken Schmiedeeisengitter eingefasst. | BDA-Hist.: Q38106594 Status: § 2a Stand der BDA-Liste: 2025-06-30 Name: Mariensäule GstNr.: 1220 Mariensäule, Jodok-Fink-Platz |
| ja    | Datei hochladen | Anlage Piaristenkirche, -kloster und -gymnasium HERIS-ID: 70918 Objekt-ID: 84061                                                          | Jodok-Fink-Platz Standort KG: Josefstadt                               | Die Anlage besteht aus der beherrschenden Piaristenkirche Maria Treu sowie den beiden flankierenden Bauten des Piaristenklosters an der Südseite und des Piaristengymnasiums an der Nordseite des Jodok-Fink-Platzes. Das dreigeschoßige Kloster entstand von 1698 bis 1769. Die schlichte Fassade mit Bandgliederung und Ortsteinquaderung enthält zwei vom Bildhauer Johann Joseph Resler gestaltete Portale aus der Mitte des 18. Jahrhunderts mit reliefierten Stürzen und reichen Aufsätzen sowie geschnitzten Türen in Akanthusdekor. Das gegenüber liegende Gymnasium wurde von 1732 bis 1769 erbaut und ist analog dem Klostertrakt gegliedert. Die beiden Portale werden ebenfalls Johann Joseph Resler zugeschrieben. Anmerkung: Identadressen Lederergasse 10A (Kirche), Piaristengasse 43 (Kloster), 45 (Schule) | BDA-Hist.: Q125194172 Status: § 2a Stand der BDA-Liste: 2025-06-30 Name: Anlage Piaristenkirche, -kloster und -gymnasium GstNr.: 479, 481, 482/1, 482/2, 483/1, 484, 485, 486/1, 487/1, 487/2, 483/2, 488 Piarist Church, Monastery and Gymnasium, Vienna |
| ja    | Datei hochladen | Miethaus, Gasthaus, Zur Stadt Belgrad HERIS-ID: 40937 Objekt-ID: 41240                                                                    | Josefsgasse 1 Standort KG: Josefstadt                                  | Das viergeschoßige Biedermeierhaus wurde 1837 von Ignaz Göll erbaut. Die langgestreckte Fassade ist mit seitlicher Lisenen- und Gesimsgliederung sowie geraden Fensterverdachungen im Hauptgeschoß gestaltet. In einer Nische steht eine Figur des heiligen Josef aus dem zweiten Viertel des 18. Jahrhunderts. | BDA-Hist.: Q37997179 Status: Bescheid Stand der BDA-Liste: 2025-06-30 Name: Miethaus, Gasthaus, Zur Stadt Belgrad GstNr.: 682 Josefsgasse 1, Vienna |
| ja    | Datei hochladen | Miethaus, Zum grünen Rössl HERIS-ID: 46799 Objekt-ID: 49009                                                                               | Josefsgasse 5 Standort KG: Josefstadt                                  | Das viergeschoßige, 1837 durch Franz Reymund errichtete Biedermeierhaus hat eine in den Hauptgeschoßen durch Pilaster gegliederte Fassade. Im Stiegenhaus gibt es ein klassizistisches Geländer. | BDA-Hist.: Q38023820 Status: Bescheid Stand der BDA-Liste: 2025-06-30 Name: Miethaus, Zum grünen Rössl GstNr.: 680 Josefsgasse 5, Vienna |
| ja    | Datei hochladen | Miethaus, Zur grünen Schlange, Zur schönen Schäferin HERIS-ID: 65466 Objekt-ID: 78305                                                     | Josefstädter Straße 11 Standort KG: Josefstadt                         | Das Haus wurde 1837/37 durch Georg Schiemann und Adolf Korompay erbaut. Die Fassade ist durch einen flachen Mittelrisalit mit ionischen Riesenpilastern sowie einem Gitterbalkon gestaltet. Das Haustor ist original. | BDA-Hist.: Q38110439 Status: Bescheid Stand der BDA-Liste: 2025-06-30 Name: Miethaus, Zur grünen Schlange, Zur schönen Schäferin GstNr.: 641 Josefstädter Straße 11                                                                                       |
| ja    | Datei hochladen | Wohnhaus, Zu den vier Schimmeln HERIS-ID: 40950 Objekt-ID: 41254                                                                          | Josefstädter Straße 17 Standort KG: Josefstadt                         | Die Fassade des im Kern älteren Hauses wurde Mitte des 19. Jahrhunderts geschaffen. 1874 wohnte hier der Schriftsteller Gottfried Keller, woran eine Gedenktafel erinnert; 1886 kam in dem Haus der Nobelpreisträger Karl von Frisch zur Welt, dessen Mutter Marie Exner mit Keller befreundet war. Im Stiegenhaus des Hintertraktes steht eine Skulptur kämpfender Ritter. | BDA-Hist.: Q37997274 Status: Bescheid Stand der BDA-Liste: 2025-06-30 Name: Wohnhaus, Zu den vier Schimmeln GstNr.: 647 Josefstädter Straße 17 |
| ja    | Datei hochladen | Miethaus, Zum Blumenstock HERIS-ID: 40951 Objekt-ID: 41255                                                                                | Josefstädter Straße 19 Standort KG: Josefstadt                         | Das 1786 errichtete Gebäude wurde 1836 durch Carl Knoll umgebaut. Im Erdgeschoß und erstem Obergeschoß ist die Fassade genutet, im flachen Mittelrisalit sitzen im Hauptgeschoß Ädikulafenster, während die beiden später aufgesetzten Geschoße gerade Fensterverdachungen und teilweise Rundbogenfenster haben. | BDA-Hist.: Q37997285 Status: Bescheid Stand der BDA-Liste: 2025-06-30 Name: Miethaus, Zum Blumenstock GstNr.: 650 Josefstädter Straße 19, Vienna |
| ja    | Datei hochladen | Theater in der Josefstadt HERIS-ID: 40952 Objekt-ID: 41256                                                                                | Josefstädter Straße 24,26 Standort KG: Josefstadt                      | Der ursprünglich frei stehende spätklassizistische Theaterbau wurde durch spätere Zubauten ergänzt. Der erste Bau von Joseph Allio aus 1788 wurde 1822 unter Adam Hildwein neu errichtet; die Pläne werden allgemein Joseph Kornhäusel zugeschrieben, der 1834 auch die angrenzenden Sträußelsäle erbaute. 1923/24 ließ Max Reinhardt das Theater durch Carl Witzmann umbauen, renovieren und adaptieren. An der schlichten viergeschoßigen Biedermeierfassade sind Gedenkmedaillons für Reinhardt und Hugo von Hofmannsthal angebracht. – Im Zuschauerraum mit drei Rängen tragen Logenbrüstungen und Decke reiche vergoldete Stuckornamente auf weißem Grund; weiterer Dekor sind vergoldete Rocaillen und eingelassene Medaillons mit allegorischen Darstellungen. Der eiserne Vorhang zeigt eine Kopie des Gemäldes „Blick auf Wien vom Belvedere“ von Canaletto. Hauptbeleuchtungskörper ist ein Luster von Lobmeyr aus Muranoglas (1924), der zu Beginn der Vorstellung hochgezogen wird. | BDA-Hist.: Q167619 Status: Bescheid Stand der BDA-Liste: 2025-06-30 Name: Theater in der Josefstadt GstNr.: 499, 500 Theater in der Josefstadt |
| ja    | Datei hochladen | Miethaus HERIS-ID: 40953 Objekt-ID: 41257                                                                                                 | Josefstädter Straße 32 Standort KG: Josefstadt                         | Das 1788–1790 errichtete Gebäude hat eine Fassade mit additiver Gliederung im Plattenstil sowie ein seitliches Stichbogenportal mit Volutenkonsolen und einer Maske am Schlussstein. Hinter dem Haus liegt ein unregelmäßiger Pawlatschenhof. | BDA-Hist.: Q37997300 Status: Bescheid Stand der BDA-Liste: 2025-06-30 Name: Miethaus GstNr.: 494 Josefstädter Straße 32 |
| ja    | Datei hochladen | Wohnhaus HERIS-ID: 65476 Objekt-ID: 78319seit 2016                                                                                        | Josefstädter Straße 37 Standort KG: Josefstadt                         | Das Gebäude wurde 1772 als biedermeierliches Vorstadthaus errichtet. Die Fassade wird durch Doppelpilaster gegliedert. | BDA-Hist.: Q38110497 Status: Bescheid Stand der BDA-Liste: 2025-06-30 Name: Wohnhaus GstNr.: 816 Josefstädter Straße 37 |
| ja    | Datei hochladen | Ehem. Palais Strozzi, ehem. Finanzamt für 8., 16. und 17. Bezirk HERIS-ID: 43673 Objekt-ID: 44339                                         | Josefstädter Straße 39 Standort KG: Josefstadt                         | Hinter einer strenghistoristischen Straßenhofanlage liegt das hochbarocke Palais, das ab 1698/99 entstand. | BDA-Hist.: Q672906 Status: Bescheid Stand der BDA-Liste: 2025-06-30 Name: Ehem. Palais Strozzi, ehem. Finanzamt für 8., 16. und 17. Bezirk GstNr.: 875/3, 876/1, 876/2 Palais Strozzi                                                                     |
| ja    | Datei hochladen | Wohn- und Geschäftshaus, Miethaus, Postamt HERIS-ID: 40954 Objekt-ID: 41258                                                               | Josefstädter Straße 76 Standort KG: Josefstadt                         | Das repräsentative Gebäude wurde 1914 durch die Architekten Karl und Wilhelm Schön errichtet. Der reiche Dekor ist in Formen der Wiener Werkstätte ausgeführt. Der Eckbereich ist durch Vasenaufsätze hervorgehoben. Das Portal mit einer vorgewölbten Kassetten-Gittertüre ist durch dorische Halbsäulen eingefasst und durch seitliche Puttenaufsätze sowie Blumenornamente im Giebel verziert; Foyer und Stiegenhaus sind mit Marmor verkleidet, das originale Liftgitter ist erhalten. | BDA-Hist.: Q37997308 Status: Bescheid Stand der BDA-Liste: 2025-06-30 Name: Wohn- und Geschäftshaus, Miethaus, Postamt GstNr.: 410 Josefstädter Straße 76                                                                                                 |
| ja    | Datei hochladen | Hauszeichen, Drei Betonreliefs HERIS-ID: 67402 Objekt-ID: 80355                                                                           | Josefstädter Straße 93–97 Standort KG: Josefstadt                      | Drei übereinander zwischen den Fenstern angebrachte abstrakte Betonreliefs zieren die Fassade des modernen Gebäudes der Architekten Richard Gach und Ernst Schuster aus 1963. | BDA-Hist.: Q38116533 Status: § 2a Stand der BDA-Liste: 2025-06-30 Name: Hauszeichen, Drei Betonreliefs GstNr.: 1151/1 Josefstädter Straße 93-97 |
| ja    | Datei hochladen | Landesgericht für Strafsachen und Gefangenenhaus HERIS-ID: 40955 Objekt-ID: 41259                                                         | Landesgerichtsstraße 9A, 11 Standort KG: Josefstadt                    | Dieser langgestreckte, ursprünglich am Glacis gelegene Bau in den Formen des Kubischen Stils wurde 1831–1839 von Johann Fischer erbaut und Ende des 19. Jahrhunderts mehrfach um- und ausgebaut. Der repräsentative Große Schwurgerichtssaal stammt aus den Jahren 1872–1874. | BDA-Hist.: Q1773365 Status: Bescheid Stand der BDA-Liste: 2025-06-30 Name: Landesgericht für Strafsachen und Gefangenenhaus GstNr.: 47/1 Landesgericht für Strafsachen Wien                                                                               |
| ja    | Datei hochladen | Maria Franc-Hof, Hauszeichen, Wandmosaik HERIS-ID: 47845 Objekt-ID: 51163                                                                 | Lange Gasse 21–23 Standort KG: Josefstadt                              | Das etwa 4,5 m hohe Mosaik dreier Eulen schuf der Grafiker Josef Seger im Jahr 1957. | BDA-Hist.: Q38028319 Status: § 2a Stand der BDA-Liste: 2025-06-30 Name: Hauszeichen, Wandmosaik GstNr.: 662/1 Wandmosaik Maria-Franc-Hof |
| ja    | Datei hochladen | Miethaus, Zu den drei Königen HERIS-ID: 40962 Objekt-ID: 41266                                                                            | Lange Gasse 27 Standort KG: Josefstadt                                 | Das Ende des 18. Jahrhunderts errichtete Vorstadt-Bürgerhaus mit langen Seitentrakten erhielt 1897 eine späthistoristisch-neomanieristische Fassade mit Korbbogenportal und Dachhäuschen. | BDA-Hist.: Q37997325 Status: Bescheid Stand der BDA-Liste: 2025-06-30 Name: Miethaus, Zu den drei Königen GstNr.: 657/1 |
| ja    | Datei hochladen | Wohnhaus, Zum wilden Mann HERIS-ID: 40963 Objekt-ID: 41267                                                                                | Lange Gasse 29 Standort KG: Josefstadt                                 | Das Vorstadt-Bürgerhaus stammt im Kern um 1700. Die im ersten Viertel des 19. Jahrhunderts entstandene klassizistische Fassade ist charakterisiert durch einen Gitterbalkon oberhalb des Portals, das von toskanischen Halbsäulen flankiert ist; über dem Tor ist eine Maske angebracht. Durch eine kreuzgratgewölbte Durchfahrt gelangt man in den Hof, der von langgestreckten, 1849 von Franz Lössl errichteten Hoftrakten eingegrenzt ist. Im Hof steht ein Brunnen mit Muschelbecken. | BDA-Hist.: Q37997336 Status: Bescheid Stand der BDA-Liste: 2025-06-30 Name: Wohnhaus, Zum wilden Mann GstNr.: 656 |
| ja    | Datei hochladen | Wohnhaus, Zum weißen Schwan HERIS-ID: 40964 Objekt-ID: 41268                                                                              | Lange Gasse 31 Standort KG: Josefstadt                                 | Das im Kern aus dem vierten Viertel des 18. Jahrhunderts stammende, in der ersten Hälfte des 19. Jahrhunderts veränderte Vorstadt-Bürgerhaus hat eine fühhistoristisch-additiv gegliederte Fassade mit Attika. | BDA-Hist.: Q37997346 Status: Bescheid Stand der BDA-Liste: 2025-06-30 Name: Wohnhaus, Zum weißen Schwan GstNr.: 644 Lange Gasse 31, Vienna |
| ja    | Datei hochladen | Gasthaus, Zur Goldenen Schale HERIS-ID: 40965 Objekt-ID: 41269                                                                            | Lange Gasse 33 Standort KG: Josefstadt                                 | Das zweigeschoßige Vorstadt-Bürgerhaus an der Ecke zur Josefstädter Straße stammt im Kern aus der Zeit um 1700 und wurde in der zweiten Hälfte des 18. Jahrhunderts verändert. Die schlichte Fassade ist durch Putzrahmungen gegliedert. Ein Rundbogenportal mit Prellsteinen führt in einen Pawlatschenhof; der Hoftrakt entstand 1806. | BDA-Hist.: Q37997357 Status: Bescheid Stand der BDA-Liste: 2025-06-30 Name: Gasthaus, Zur Goldenen Schale GstNr.: 646 |
| ja    | Datei hochladen | Miethaus, Zur Hl. Dreifaltigkeit, Alte Backstube, Gusselbäckerhaus HERIS-ID: 40966 Objekt-ID: 41270                                       | Lange Gasse 34 Standort KG: Josefstadt                                 | Das zweigeschoßige barocke Bürgerhaus wurde 1697 errichtet. Das in der Mittelachse gelegene Portal ist gekrönt von einer plastischen Figurengruppe der Heiligen Dreifaltigkeit aus 1750–1760, welche dem Bildhauer Johann Joseph Resler zugeschrieben wird. Vom rechteckigen Pawlatschenhof führt ein Durchgang mit einem Gitter aus Schmiedeeisen aus 1860 in einen Garten. Im Erdgeschoß ist die Einrichtung der 1703–1963 betriebenen Bäckerei (Laden, Backräume, Mehlkammer) als Museum erhalten. | BDA-Hist.: Q37997367 Status: Bescheid Stand der BDA-Liste: 2025-06-30 Name: Miethaus, Zur Hl. Dreifaltigkeit, Alte Backstube, Gusselbäckerhaus GstNr.: 543 Lange Gasse 34                                                                                 |
| ja    | Datei hochladen | Miethaus, Zum schwarzen Elefanten HERIS-ID: 47815 Objekt-ID: 51133 Wiener Wohnen:                                                         | Lange Gasse 37 Standort KG: Josefstadt                                 | Das Vorstadt-Bürgerhaus wurde 1764 errichtet. Die reich gegliederte frühhistoristische Fassade mit Terrakottareliefs über dem mittig angeordneten Portal sowie den drei mittleren Fenstern im Hauptgeschoß entstand 1859. | BDA-Hist.: Q38028196 Status: § 2a Stand der BDA-Liste: 2025-06-30 Name: Miethaus, Zum schwarzen Elefanten GstNr.: 530 Lange Gasse 37 |
| ja    | Datei hochladen | Bundes-Bildungsanstalt für Kindergartenpädagogik HERIS-ID: 57498 Objekt-ID: 67614                                                         | Lange Gasse 47 Standort KG: Josefstadt                                 | Das späthistoristische Schulgebäude wurde nach Plänen von Oskar Merz (1830–1904) als Schulvereinshaus für Beamtentöchter ab 18. August 1892 errichtet und am 25. April 1894 offiziell fertig gestellt. Die additiv gegliederte Fassade wird durch ein Attikageschoß sowie ein Säulenportal geprägt. Foyer und Stiegenaufgang sind durch Pilaster gegliedert und haben schmiedeeiserne Kandelaber. | BDA-Hist.: Q38076860 Status: § 2a Stand der BDA-Liste: 2025-06-30 Name: Bundes-Bildungsanstalt für Kindergartenpädagogik GstNr.: 521 |
| ja    | Datei hochladen | Stadtpalais, ehem. Palais Damian HERIS-ID: 40967 Objekt-ID: 41271                                                                         | Lange Gasse 53 Standort KG: Josefstadt                                 | Der Mitteltrakt des barocken Gartenpalais mit ursprünglich offenen Arkaden und Flachdach entstand um 1700 und wurde 1774 durch Mathias Gerl durch Anbau der Seitentrakte erweitert und umgestaltet. So entstand eine dreigeschoßige Ehrenhofanlage mit flach gegliederten Fassaden. Der Mittelteil zeigt im Erdgeschoß korbbogige Pfeilerarkatur mit genuteten Pilastervorlagen und darüber flache Blendbögen auf Säulen mit genuteten Schäften, korinthischen Kapitellen und Kämpferaufsätzen. Die Seitenflügel sind gegen den Ehrenhof und die Straße mit flacher Lisenen- und Pilastergliederung sowie Quaderung im Erdgeschoß gestaltet. Der Ehrenhof ist gegen die Straße durch einen Pfeilerzaun abgetrennt und durch ein Tor mit Schmiedeeisengitter zu betreten; von den Portalpfeilern erheben sich Säulen mit reich profilierten gegiebelten Gebälken sowie Putten- und Vasenaufsätzen.                                                                                               | BDA-Hist.: Q2046943 Status: Bescheid Stand der BDA-Liste: 2025-06-30 Name: Stadtpalais, ehem. Palais Damian GstNr.: 516/2 Palais Damian |
| ja    | Datei hochladen | Wohnhaus, ehem. Gemeindehaus der Alser Vorstadt HERIS-ID: 40968 Objekt-ID: 41272                                                          | Laudongasse 5 Standort KG: Josefstadt                                  | Das 1781 erbaute dreigeschoßige Vorstadthaus hat eine in reichem Plattenstil gestaltete Fassade. Ein abgerundeter Stiegenhausrisalit ist weit in den Hof hineingezogen. | BDA-Hist.: Q37997380 Status: Bescheid Stand der BDA-Liste: 2025-06-30 Name: Wohnhaus, ehem. Gemeindehaus der Alser Vorstadt GstNr.: 76 |
| ja    | Datei hochladen | Miethaus HERIS-ID: 40969 Objekt-ID: 41273                                                                                                 | Laudongasse 6 Standort KG: Josefstadt                                  | Anton Grün errichtete 1844 das frühhistoristische Gebäude mit additiver Fassadengliederung sowie Spitzgiebeln und Maskentondi über den Fenstern im Hauptgeschoß. | BDA-Hist.: Q37997391 Status: § 2a Stand der BDA-Liste: 2025-06-30 Name: Miethaus GstNr.: 7 |
| ja    | Datei hochladen | Ehem. Palais Schönborn, Volkskundemuseum HERIS-ID: 40970 Objekt-ID: 41274                                                                 | Laudongasse 15, 17, 19 Standort KG: Josefstadt                         | Nach Erwerbung des Grundstücks und der darauf schon vorhandenen Gebäude durch Friedrich Carl von Schönborn im Jahr 1706 entstand bis 1711 nach Plänen von Johann Lucas von Hildebrandt das jetzige Gartenpalais. 1725 erfolgte eine Erweiterung; die Fassade wurde durch Vergrößerung des Giebels klassizistisch verändert. | BDA-Hist.: Q1536873 Status: § 2a Stand der BDA-Liste: 2025-06-30 Name: Ehem. Palais Schönborn, Volkskundemuseum GstNr.: 100 Palais Schönborn |
| ja    | Datei hochladen | Miethaus, Zum Schottenprälaten HERIS-ID: 40971 Objekt-ID: 41275                                                                           | Laudongasse 40 Standort KG: Josefstadt                                 | Das Vorstadthaus mit langgestreckter Fassade und Fensterachsen in Rahmenfeldern entstand 1810/12. Die Fassade wurde 1860 durch Giebelverdachungen verändert. | BDA-Hist.: Q37997407 Status: Bescheid Stand der BDA-Liste: 2025-06-30 Name: Miethaus, Zum Schottenprälaten GstNr.: 321/1 Laudongasse 40, Vienna |
| ja    | Datei hochladen | Vorstadthaus Zum Ritter St. Georg HERIS-ID: 65606 Objekt-ID: 78457                                                                        | Lenaugasse 1a Standort KG: Josefstadt                                  | Das Ende des 18. Jahrhunderts errichtete Haus hat eine schlichte Fassade mit genuteten Lisenen und geraden Fensterverdachungen. | BDA-Hist.: Q38110969 Status: Bescheid Stand der BDA-Liste: 2025-06-30 Name: Vorstadthaus Zum Ritter St. Georg GstNr.: 588/2 Lenaugasse 1a |
| ja    | Datei hochladen | Wohnhaus, Zum Weißen Stern HERIS-ID: 40972 Objekt-ID: 41276                                                                               | Lenaugasse 3 Standort KG: Josefstadt                                   | Donato Felice d’Allio erbaute 1711 das viergeschoßige barocke Bürgerhaus, dessen Fassade er mit einem gebänderten Erdgeschoß, Lisenengliederung in den Obergeschoßen, Dachhäuschen, einem Volutengiebel über der Mittelachse sowie geschwungenen Verdachungen und Ranken- und Maskendekor im Hauptgeschoß gestaltete. Das Korbbogenportal in der Mittelachse ist von Pilastern flankiert und von einem Türkenkopf gekrönt. Auch die Fassade des Pawlatschenhofs ist durch einen Volutengiebel bekrönt. Seitlich ist im Hof eine Karyatide eingemauert, die möglicherweise aus der Zeit um 1600 stammt. | BDA-Hist.: Q37997418 Status: Bescheid Stand der BDA-Liste: 2025-06-30 Name: Wohnhaus, Zum Weißen Stern GstNr.: 589 Lenaugasse 3 |
| ja    | Datei hochladen | Miethaus, Maurermeisterhaus HERIS-ID: 40973 Objekt-ID: 41277                                                                              | Lenaugasse 7 Standort KG: Josefstadt                                   | Das Straßentrakt des klassizistischen Bürgerhauses wurde 1800, der Hoftrakt 1860 erbaut. Markant ist der im Hauptgeschoß gelegene Gitterbalkon; die tragenden Säulen flankieren das Korbbogenportal. | BDA-Hist.: Q37997429 Status: Bescheid Stand der BDA-Liste: 2025-06-30 Name: Miethaus, Maurermeisterhaus GstNr.: 591 Lenaugasse 7 |
| ja    | Datei hochladen | Wohnhaus, Zuschrotterhaus, Zum blauen Gattern HERIS-ID: 40974 Objekt-ID: 41278                                                            | Lenaugasse 9 Standort KG: Josefstadt                                   | Das 1704 erbaute barocke Bürgerhaus wurde 1861 auf insgesamt fünf Geschoße aufgestockt. Das Hauptgeschoß ist durch geschweifte Giebelverdachungen hervorgehoben, das Korbbogenportal ist von Pilastern flankiert. An der Rückseite liegt ein Pawlatschenhof. | BDA-Hist.: Q37997438 Status: Bescheid Stand der BDA-Liste: 2025-06-30 Name: Wohnhaus, Zuschrotterhaus, Zum blauen Gattern GstNr.: 592 Lenaugasse 9 |
| ja    | Datei hochladen | Miethaus HERIS-ID: 40975 Objekt-ID: 41279                                                                                                 | Lenaugasse 11 Standort KG: Josefstadt                                  | Das 1791 von Franz Xaver Statler errichtete Bürgerhaus verfügt über eine Fassade mit Plattenstildekor, Dreiecksgiebelverdachungen mit Putten-, Ranken- und gotisierendem Dekor sowie zwei Korbbogenportalen, von denen eines vermauert ist. Im Erdgeschoß gibt es einen Raum mit Platzlgewölbe und Mittelpfeiler; die Erschließung des Gebäudes erfolgt über eine Schneckenstiege. Im Hof ist eine Pawlatsche vorhanden. | BDA-Hist.: Q37997447 Status: Bescheid Stand der BDA-Liste: 2025-06-30 Name: Miethaus GstNr.: 593 Lenaugasse 11 |
| ja    | Datei hochladen | Miethaus HERIS-ID: 40976 Objekt-ID: 41280                                                                                                 | Lenaugasse 14 Standort KG: Josefstadt                                  | Das 1839 von Anton Grünn errichtete viergeschoßige Eckhaus zur Schmidgasse hat eine schlicht gestaltete Fassade mit geraden Verdachungen. | BDA-Hist.: Q37997459 Status: Bescheid Stand der BDA-Liste: 2025-06-30 Name: Miethaus GstNr.: 601 Lenaugasse 14 |
| ja    | Datei hochladen | Oskar-Werner-Hof, Straßentrakt, Wallishausersche Druckerei HERIS-ID: 67104 Objekt-ID: 80044 Wiener Wohnen:                                | Lenaugasse 19 Standort KG: Josefstadt                                  | Der 1847/48 von August Engelbrecht erbaute Straßentrakt des Grundstücks Lenaugasse 19 ist ein langgestrecktes viergeschoßiges Biedermeierhaus mit schlichter Fassade, die durch einen Rosettenfries, gerade Verdachungen und Rankenfelder gestaltet ist. | BDA-Hist.: Q38115500 Status: § 2a Stand der BDA-Liste: 2025-06-30 Name: Oskar-Werner-Hof, Straßentrakt, Wallishausersche Druckerei GstNr.: 598 Lenaugasse 19 (Oskar-Werner-Hof)                                                                           |
| ja    | Datei hochladen | Miethaus, Michaelerhaus, Hoftrakt HERIS-ID: 40977 Objekt-ID: 41281 Wiener Wohnen:                                                         | Lenaugasse 19 Standort KG: Josefstadt                                  | Der Hoftrakt entstand bereits 1776. Die langgestreckte Fassade mit flachen Seitenrisaliten und einem betonten Mittelrisalit ist durch Lisenen gegliedert; der Mittelteil ist durch eine Attika mit Vasen und einer Figur des heiligen Michael abgeschlossen. Das Korbbogenportal wird durch die originale Haustüre verschlossen. An der hinteren Fassade befinden sich Pawlatschen. – In dem Haus wohnten Anton Wildgans, an den eine Gedenktafel erinnert, Franz Grillparzer und Cajetan Felder. | BDA-Hist.: Q37997467 Status: Bescheid Stand der BDA-Liste: 2025-06-30 Name: Miethaus, Michaelerhaus, Hoftrakt GstNr.: 598 Lenaugasse 19 (Michaelerhaus)                                                                                                   |
| ja    | Datei hochladen | Miethaus, Zum hl. Petrus HERIS-ID: 40978 Objekt-ID: 41282                                                                                 | Lerchenfelder Straße 6 Standort KG: Josefstadt                         | Antoninus Pius de Rigel erbaute 1829 das palaisartige Wohnhaus für den Fürsten Auersperg. Im Zentrum der Fassade befindet sich ein flacher Mittelrisalit mit Riesenpilastern sowie einem Dreiecksgiebel mit Wappen. Die Einfahrt mit Mittelpolygon und drei Kassettentonnengängen führen zu zwei Höfen mit Pawlatschen. | BDA-Hist.: Q37997478 Status: Bescheid Stand der BDA-Liste: 2025-06-30 Name: Miethaus, Zum hl. Petrus GstNr.: 691 |
| ja    | Datei hochladen | Wohnhaus, Zum Weißen Engel HERIS-ID: 40995 Objekt-ID: 41304                                                                               | Lerchengasse 18 Standort KG: Josefstadt                                | Das 1727 errichtete Haus erhielt 1903 von F. Kreuz und P. Erhart eine Fassade mit Dekor in den Formen der Otto-Wagner-Schule. | BDA-Hist.: Q37997547 Status: Bescheid Stand der BDA-Liste: 2025-06-30 Name: Wohnhaus, Zum Weißen Engel GstNr.: 937 Lerchengasse 18 |
| ja    | Datei hochladen | Wohnhaus, Zum Römischen Papst HERIS-ID: 41575 Objekt-ID: 42098                                                                            | Neudeggergasse 7 Standort KG: Josefstadt                               | Das 1788 errichtete Wohn- und Handwerkerhaus ist in Plattenstilformen gestaltet. Im Satteldach ist die durchgehende Luftöffnung des originalen Trockenbodens erhalten. | BDA-Hist.: Q38001751 Status: Bescheid Stand der BDA-Liste: 2025-06-30 Name: Wohnhaus, Zum Römischen Papst GstNr.: 719 Neudeggergasse 7 |
| ja    | Datei hochladen | Miethaus, Zum Bauern, Zum Tiroler und Gartenhaus HERIS-ID: 41828 Objekt-ID: 42398                                                         | Neudeggergasse 10 Standort KG: Josefstadt                              | Das Vorstadthaus wurde 1766 in Formen des Plattenstils erbaut. Das Hauptgeschoß ist durch gerade Fensterverdachungen betont. Im seichten Mittelrisalit befindet sich ein reich gerahmtes Korbbogenportal mit Giebelbekrönung, Zopfdekor und seitlichen Vasen. Im Giebel steht ein farbig gefasstes Figürchen eines Bauern (Tiroler – Hausname!). An der Rückseite liegt ein Pawlatschenhof mit Rundständern; im Garten steht ein achteckiger Pavillon mit Mansarddach, Rundbogennischen und Korbbogenportal mit Putto aus der Mitte des 18. Jahrhunderts. | BDA-Hist.: Q38002694 Status: Bescheid Stand der BDA-Liste: 2025-06-30 Name: Miethaus, Zum Bauern, Zum Tiroler und Gartenhaus GstNr.: 729/2 Neudeggergasse 10                                                                                              |
| ja    | Datei hochladen | Wohnhaus, Zum Römischen Kaiser HERIS-ID: 40979 Objekt-ID: 41283                                                                           | Neudeggergasse 14 Standort KG: Josefstadt                              | Das 1777 errichtete Gebäude hat eine reich gestaltete Plattenstilfassade. Das Hauptgeschoß ist durch gerade Fensterverdachungen auf Konsolen, im Bereich des Mittelrisalits durch Giebelverdachungen hervorgehoben. Das Portal ist mit einem Segmentgiebel und Zopfdekor ausgestaltet und enthält die originale Eingangstüre in Rokokoformen. In einer Nische im Giebel steht eine Büste Kaiser Josephs II. | BDA-Hist.: Q37997488 Status: Bescheid Stand der BDA-Liste: 2025-06-30 Name: Wohnhaus, Zum Römischen Kaiser GstNr.: 737 Neudeggergasse 14 |
| ja    | Datei hochladen | Wohnhaus HERIS-ID: 40981 Objekt-ID: 41285                                                                                                 | Neudeggergasse 20 Standort KG: Josefstadt                              | Das im ersten Teil 1777 erbaute Vorstadthaus wurde im zweiten Viertel des 19. Jahrhunderts erweitert und erhielt dabei auch die jetzige Fassade mit flachen, genuteten Risaliten und geraden Fensterverdachungen im Hauptgeschoß. | BDA-Hist.: Q37997499 Status: Bescheid Stand der BDA-Liste: 2025-06-30 Name: Wohnhaus GstNr.: 746/2 Neudeggergasse 20 |
| ja    | Datei hochladen | Brunnen mit Figurengruppe HERIS-ID: 64320 Objekt-ID: 77027 Wien Kulturgut: 41608                                                          | bei Pfeilgasse 10–12 Standort KG: Josefstadt                           | Den Steinbrunnen mit Knabenfiguren schuf der Bildhauer Mathias Hietz im Jahr 1954. | BDA-Hist.: Q38106586 Status: § 2a Stand der BDA-Liste: 2025-06-30 Name: Brunnen mit Figurengruppe GstNr.: 904/4 Brunnen Pfeilgasse 10-12 |
| ja    | Datei hochladen | Wohnhausanlage der Gemeinde Wien, Faber-Hof HERIS-ID: 47879 Objekt-ID: 51200 Wiener Wohnen: 108                                           | Pfeilgasse 42 Standort KG: Josefstadt                                  | Das städtische Wohnhaus wurde 1927 nach Plänen des Architekten Wilhelm Peterle errichtet. Die Fassade ist durch Balkons gegliedert und zeigt expressionistische Ornamentik. | BDA-Hist.: Q38028394 Status: § 2a Stand der BDA-Liste: 2025-06-30 Name: Wohnhausanlage der Gemeinde Wien, Faber-Hof GstNr.: 1150/2 Faber-Hof |
| ja    | Datei hochladen | Wohnhausanlage der Gemeinde Wien, Dr. Kronawetter-Hof, Kronauerhof HERIS-ID: 47882 Objekt-ID: 51203 Wiener Wohnen: 107                    | Pfeilgasse 47–49 Standort KG: Josefstadt                               | Der kommunale Wohnbau wurde 1925–1926 von Moritz Otto Kuntschik erbaut. Die Fassade ist durch Gesimse gegliedert und mit klassizisierenden Ornamenten gestaltet. Im Eingangsbereich befindet sich ein von Michael Drobil geschaffenes Porträtrelief des Namensgebers Ferdinand Kronawetter. | BDA-Hist.: Q38028404 Status: § 2a Stand der BDA-Liste: 2025-06-30 Name: Wohnhausanlage der Gemeinde Wien, Dr. Kronawetter-Hof, Kronauerhof GstNr.: 1137/8 Kronawetter-Hof                                                                                 |
| ja    | Datei hochladen | Miethaus HERIS-ID: 40996 Objekt-ID: 41305                                                                                                 | Piaristengasse 24 Standort KG: Josefstadt                              | Das vorstädtische Bürgerhaus mit Plattenstilfassade wurde 1778 errichtet und 1853 ausgebaut. Hinter dem Haus liegt ein Pawlatschenhof. | BDA-Hist.: Q37997557 Status: Bescheid Stand der BDA-Liste: 2025-06-30 Name: Miethaus GstNr.: 742 |
| ja    | Datei hochladen | Miethaus, Zum Grünen Tor, Roter Hof HERIS-ID: 40998 Objekt-ID: 41307                                                                      | Roter Hof 16 Standort KG: Josefstadt                                   | Das 1782 errichtete Haus wurde 1905 aufgestockt und erhielt dabei eine Fassade in den Formen des Plattenstils mit Giebel und Balkon. | BDA-Hist.: Q37997566 Status: Bescheid Stand der BDA-Liste: 2025-06-30 Name: Miethaus, Zum Grünen Tor, Roter Hof GstNr.: 798 Roter Hof 16, Vienna |
| ja    | Datei hochladen | Wachsamkeitsbrunnen HERIS-ID: 59917 Objekt-ID: 71600 Wien Kulturgut: -43403                                                               | Schlesingerplatz Standort KG: Josefstadt                               | Der von Johann Martin Fischer 1783 geschaffene Brunnen stand ursprünglich an der Ecke Alser Straße/Skodagasse und wurde 1937 auf den Schlesingerplatz übertragen. | BDA-Hist.: Q2538411 Status: § 2a Stand der BDA-Liste: 2025-06-30 Name: Wachsamkeitsbrunnen GstNr.: 242/14 Wachsamkeitsbrunnen |
| ja    | Datei hochladen | Amtshaus für den 8. Bezirk HERIS-ID: 47800 Objekt-ID: 51116                                                                               | Schlesingerplatz 2, 3, 4, 5–6 Standort KG: Josefstadt                  | Das 1910–1912 von August Scheffel erbaute Amtshaus bildet mit den seitlich anschließenden kurzen Flügelbauten die Stirnseite des Schlesingerplatzes. Das viergeschoßige Gebäude ist in barockisierend-secessionistischen Formen ausgeführt. Das Erdgeschoß ist gebändert, die Hauptgeschoße sind durch Pilaster gegliedert, der Mittelrisalit zeigt floralen Stuck und wird nach oben durch einen Segmentgiebel mit bekrönenden Steinvasen vor dem hohen abgestuften Mansarddach abgeschlossen. Das Gebäude ist durch drei Korbbogenportale zu betreten, wobei das Mittelportal von Pilastern flankiert ist und im Scheitel eine Wappenkartusche trägt. Das breite Stiegenhaus wird durch ornamentale Jugendstilfenster belichtet. | BDA-Hist.: Q38028145 Status: § 2a Stand der BDA-Liste: 2025-06-30 Name: Amtshaus für den 8. Bezirk GstNr.: 242/3 Bezirksamt Josefstadt |
| ja    | Datei hochladen | Miethaus, Zum kleinen Schlössel HERIS-ID: 40999 Objekt-ID: 41308                                                                          | Schlösselgasse 1 Standort KG: Josefstadt                               | Das von Franz Reymund 1834 erbaute Biedermeierhaus hat Blendarkatur in den ersten beiden Geschoßen und im Hauptgeschoß Lünettenreliefs der Tierkreiszeichen zwischen Ranken und Hauszeichen. Das Haustor mit Löwenkopf-Türklopfern ist original erhalten. Der Flur ist mit Marmortafeln ausgestaltet, die Triumphzugszenen und ein Christusmedaillon zeigen. Im Hof steht ein Brunnenbecken vermutlich aus dem 17. Jahrhundert. | BDA-Hist.: Q37997577 Status: Bescheid Stand der BDA-Liste: 2025-06-30 Name: Miethaus, Zum kleinen Schlössel GstNr.: 59 |
| ja    | Datei hochladen | Miethaus HERIS-ID: 47788 Objekt-ID: 51102                                                                                                 | Schlösselgasse 19 Standort KG: Josefstadt                              | Späthistoristisches Zinshaus, errichtet 1888 | BDA-Hist.: Q38028086 Status: § 2a Stand der BDA-Liste: 2025-06-30 Name: Miethaus GstNr.: 4/3 |
| ja    | Datei hochladen | Kloster-/Stiftskirche, Hl. Dreifaltigkeit, Minoritenkirche, Weißspanierkirche mit ehem. Aufbahrungshalle HERIS-ID: 47789 Objekt-ID: 51103 | Schlösselgasse 21 Standort KG: Josefstadt                              | Die frühbarocke Alserkirche wurde 1694–1704 erbaut. | BDA-Hist.: Q2651450 Status: § 2a Stand der BDA-Liste: 2025-06-30 Name: Kloster-/Stiftskirche, Hl. Dreifaltigkeit, Minoritenkirche, Weißspanierkirche mit ehem. Aufbahrungshalle GstNr.: 1 Pfarrkirche Alser Vorstadt, Vienna                              |
| ja    | Datei hochladen | Miethaus HERIS-ID: 41001 Objekt-ID: 41311                                                                                                 | Schmidgasse 5 Standort KG: Josefstadt                                  | Das 1829 von Franz Ram erbaute Biedermeierhaus hat flache Seitenrisalite mit korinthischen Riesenpilastern; das Hauptgeschoß ist durch eine Blendarkatur betont, deren figürliche Lünettenreliefs mythologische Gestalten zeigen. Von 1885 bis 1892 wohnte Anton Wildgans in diesem Haus. | BDA-Hist.: Q37997600 Status: Bescheid Stand der BDA-Liste: 2025-06-30 Name: Miethaus GstNr.: 594 Schmidgasse 5 |
| ja    | Datei hochladen | Wohnhaus HERIS-ID: 41770 Objekt-ID: 42340                                                                                                 | Schmidgasse 11 Standort KG: Josefstadt                                 | Das biedermeierlich-frühhistoristische Zinshaus hat eine einfach gestaltete Fassade mit einem Kordongesims oberhalb des Erdgeschoßes, Fensterumrahmungen sowie geraden Fensterverdachungen in den beiden Hauptgeschoßen. | BDA-Hist.: Q38002629 Status: § 2a Stand der BDA-Liste: 2025-06-30 Name: Wohnhaus GstNr.: 584/1 Schmidgasse 11 |
| ja    | Datei hochladen | U.S. Information Service, ehem. Sanatorium Fürth HERIS-ID: 47829 Objekt-ID: 51147                                                         | Schmidgasse 12–14 Standort KG: Josefstadt                              | Der viergeschoßige Bau im Neorenaissancestil wurde 1887 nach Plänen von Hans Wilhelm Auer errichtet und 1892 erweitert. Markant sind turmartige vorspringende Seitenrisalite mit kräftigen Konsolgesimsen; das Erdgeschoß ist rustiziert ausgeführt, die Obergeschoße mit Putzquaderung und Rundbogenfenster mit Rahmungen im Neorenaissancestil. Die Portalfenstergruppe weist seitliche Voluten und gesprengte Giebel auf. Der Anbau zur Buchfeldgasse hat einen betonten Seitenrisalit. Um das polygonale Foyer verläuft eine Empore mit Eisengitter, die auf Pfeilern und Arkaden ruht. | BDA-Hist.: Q38028257 Status: Bescheid Stand der BDA-Liste: 2025-06-30 Name: U.S. Information Service, ehem. Sanatorium Fürth GstNr.: 565, 566/1 Schmidgasse 12-14                                                                                         |
| ja    | Datei hochladen | Ehem. Amtshaus, Volkshochschule, Bezirksmuseum HERIS-ID: 47830 Objekt-ID: 51148                                                           | Schmidgasse 18 Standort KG: Josefstadt                                 | Das dreigeschoßige palaisartige Gebäude im Rundbogenstil mit zartem feingliedrigem Dekor wurde 1844–1845 durch August Engelbrecht erbaut. Im genuteten Erdgeschoß befinden sich Rundbogenfenster und ein Rundbogenportal, in der Beletage gerade verdachte Rundbogenfenster mit Felder- und Rankendekor. Dem Dach vorgesetzt ist eine Mittelattika. Im Gebäude befindet sich das Bezirksmuseum Josefstadt. | BDA-Hist.: Q38028266 Status: § 2a Stand der BDA-Liste: 2025-06-30 Name: Ehem. Amtshaus, Volkshochschule, Bezirksmuseum, Amtshaus GstNr.: 550 Schmidgasse 18                                                                                               |
| ja    | Datei hochladen | Haus und Kapelle der Kongregation der Oblatinnen des hl. Franz von Sales HERIS-ID: 64323 Objekt-ID: 77030                                 | Schönborngasse 14 Standort KG: Josefstadt                              | Das 1904 von Ludwig Baumann errichtete Gebäude hat eine nüchtern gegliederte Fassade, in der sich aber ein Mittelerker mit farbigen figürlichen Glasfenstern befindet. Das Portal ist mit Blumenvasen gekrönt, die Türe ist mit secessionistischen Blumenmotiven verziert. Im ersten Stock liegt die Klosterkapelle, die als flachgedeckter rechteckiger Saal mit dem Altarraum im Erker ausgeführt ist. | BDA-Hist.: Q38106625 Status: § 2a Stand der BDA-Liste: 2025-06-30 Name: Haus und Kapelle der Kongregation der Oblatinnen des hl. Franz von Sales GstNr.: 434/35 Schönborngasse 14                                                                         |
| ja    | Datei hochladen | Miethaus, Großer Bernardhof HERIS-ID: 47766 Objekt-ID: 51080                                                                              | Skodagasse 9 Standort KG: Josefstadt                                   | Der 1833–1836 von Josef Dallberg erbaute viergeschoßige Biedermeierwohnhof hat pilastergegliederte Fassaden mit Lünettenfenstern und Dreiecksgiebelverdachungen sowie Säulen- bzw. Pilasterportalen, die in eine tonnengewölbte Einfahrt mit Kassettengurten über Pilastern führen. Im Trakt Skodagasse 9 befindet sich ein polygonales Foyer mit eingestellten Palmettensäulen. | BDA-Hist.: Q38028046 Status: Bescheid Stand der BDA-Liste: 2025-06-30 Name: Miethaus, Großer Bernardhof GstNr.: 209 Skodagasse 9 |
| ja    | Datei hochladen | Wohnhaus, Zum Birnbaum HERIS-ID: 45271 Objekt-ID: 46487                                                                                   | Strozzigasse 3 Standort KG: Josefstadt                                 | Entstanden 1773, hat das Haus eine schlichte Plattenstilfassade. In einer ovalen Nische in der Fassade befindet sich eine Figurengruppe der Heiligen Dreifaltigkeit aus dem vierten Viertel des 18. Jahrhunderts. Die Holztüre ist original erhalten. | BDA-Hist.: Q38014804 Status: Bescheid Stand der BDA-Liste: 2025-06-30 Name: Wohnhaus, Zum Birnbaum GstNr.: 860/2 Strozzigasse 3, Vienna |
| ja    | Datei hochladen | Wohnhaus Zur Freundschaft Christi HERIS-ID: 65676 Objekt-ID: 78540seit 2020                                                               | Strozzigasse 39 Standort KG: Josefstadt                                | Das Wohnhaus wurde 1772 von Michael Adelpodinger erbaut. | BDA-Hist.: Q105082532 Status: Bescheid Stand der BDA-Liste: 2025-06-30 Name: Wohnhaus Zur Freundschaft Christi GstNr.: 823/2 Strozzigasse 39, Vienna |
| ja    | Datei hochladen | Miethaus Zum hl. Leonhard, Zur Zunftfahne HERIS-ID: 65686 Objekt-ID: 78550                                                                | Strozzigasse 47 Standort KG: Josefstadt                                | Das 1772 errichtete Haus wurde schon 1792 aufgestockt und 1803 erneut umgestaltet. Das Korbbogenportal ist mit Puttenreliefs mit Girlanden verziert; der Keilstein trägt eine Mädchenmaske. | BDA-Hist.: Q38111166 Status: Bescheid Stand der BDA-Liste: 2025-06-30 Name: Miethaus Zum hl. Leonhard, Zur Zunftfahne GstNr.: 817 Strozzigasse 47 |
| ja    | Datei hochladen | Miethaus, Zur goldenen Birne, Richtersches Haus HERIS-ID: 41002 Objekt-ID: 41312                                                          | Trautsongasse 2 Standort KG: Josefstadt                                | Das klassizistische Wohnhaus aus dem vierten Viertel des 18. Jahrhunderts wurde 1796 aufgestockt und erhielt eine neue Fassade mit reichem plastischem Dekor. Das Erdgeschoß trägt Reliefs antiker Götter und Jahreszeiten aus dem Umkreis von Franz Anton von Zauner. Das Hauptgeschoß ist teilweise mit Dreiecksgiebelverdachungen und Adlerreliefs in den Fensterstürzen gestaltet, Lünettenfelder im zweiten Obergeschoß zeigen Porträtmedaillons antiker Götter. Die Holztüren sind original. | BDA-Hist.: Q37997609 Status: Bescheid Stand der BDA-Liste: 2025-06-30 Name: Miethaus, Zur goldenen Birne, Richtersches Haus GstNr.: 686 Trautsongasse 2                                                                                                   |
| ja    | Datei hochladen | Miethaus HERIS-ID: 47831 Objekt-ID: 51149                                                                                                 | Tulpengasse 2 Standort KG: Josefstadt                                  | Die Hauptfassade des 1839 entstandenen Biedermeierhauses hat Dreiecksgiebelverdachungen am Mittelrisalit gegen den Friedrich-Schmidt-Platz, sonst gerade Verdachungen. Über dem Portal befindet sich das Wappen des Stiftes Lilienfeld. Das Geschäftslokal an der Ecke wurde von Adolf Loos für eine Bank geschaffen. | BDA-Hist.: Q38028276 Status: § 2a Stand der BDA-Liste: 2025-06-30 Name: Miethaus GstNr.: 609 Tulpengasse 2 |
| ja    | Datei hochladen | Miethaus, Innungshaus der Schlosser HERIS-ID: 47832 Objekt-ID: 51150                                                                      | Tulpengasse 6 Standort KG: Josefstadt                                  | Franz Reymund schuf 1835 das Gebäude mit Gesimsgliederung, geraden Fensterverdachungen und Gitterbalkonen. Im halbrunden Stiegenhaus ist ein klassizistisches Geländer vorhanden. | BDA-Hist.: Q38028297 Status: § 2a Stand der BDA-Liste: 2025-06-30 Name: Miethaus, Innungshaus der Schlosser GstNr.: 57 Tulpengasse 6 |
| ja    | Datei hochladen | Brunnen HERIS-ID: 65708 Objekt-ID: 78572                                                                                                  | bei Tulpengasse 6 Standort KG: Josefstadt                              | | BDA-Hist.: Q38111219 Status: § 2a Stand der BDA-Liste: 2025-06-30 Name: Brunnen GstNr.: 1209 Brunnen Tulpengasse |
| ja    | Datei hochladen | Kath. Pfarrkirche, Breitenfelder Pfarrkirche hl. Franziskus Seraphicus HERIS-ID: 64326 Objekt-ID: 77033                                   | Uhlplatz Standort KG: Josefstadt                                       | Die Breitenfelder Pfarrkirche wurde 1894–1898 im Stil der lombardischen Frührenaissance nach Plänen von Alexander Wielemans erbaut. | BDA-Hist.: Q906333 Status: § 2a Stand der BDA-Liste: 2025-06-30 Name: Kath. Pfarrkirche, Breitenfelder Pfarrkirche hl. Franziskus Seraphicus GstNr.: 400/1 Breitenfelder Pfarrkirche                                                                      |
| ja    | Datei hochladen | Miethaus HERIS-ID: 41568 Objekt-ID: 42090                                                                                                 | Wickenburggasse 4 Standort KG: Josefstadt                              | Das Biedermeier-Zinshaus mit additiver Fassadengliederung und geraden Fensterverdachungen entstand 1839/40 durch Ignaz Ram. | BDA-Hist.: Q38001720 Status: § 2a Stand der BDA-Liste: 2025-06-30 Name: Miethaus GstNr.: 605 |
| ja    | Datei hochladen | Wohnhausanlage der Gemeinde Wien, Therese Schlesinger-Hof HERIS-ID: 47792 Objekt-ID: 51106 Wiener Wohnen: 109                             | Wickenburggasse 15 Standort KG: Josefstadt                             | Der bis zur Schlösselgasse 14 reichende kubische Gemeindebau mit Hof wurde 1929/30 von Cesar Poppovits erbaut. Fenstergewände und Lüftungsluken sind mit oranger Keramikrahmung ausgeführt. | BDA-Hist.: Q38028103 Status: § 2a Stand der BDA-Liste: 2025-06-30 Name: Wohnhausanlage der Gemeinde Wien, Therese Schlesinger-Hof GstNr.: 26 Therese-Schlesinger-Hof                                                                                      |
| ja    | Datei hochladen | Miethaus HERIS-ID: 47795 Objekt-ID: 51110                                                                                                 | Wickenburggasse 17 Standort KG: Josefstadt                             | Das 1897 von Rudolf Kmunke errichtete historistische Wohnhaus hat eine reich gestaltete, durch Erker gegliederte Fassade mit Masken- und Karyatidendekor. Das Foyer ist üppig stuckiert mit Pilastern und Karyatiden. | BDA-Hist.: Q38028125 Status: § 2a Stand der BDA-Liste: 2025-06-30 Name: Miethaus GstNr.: 22 |
| ja    | Datei hochladen | Schule HERIS-ID: 65714 Objekt-ID: 78579                                                                                                   | Zeltgasse 7 Standort KG: Josefstadt                                    | Das späthistoristische Schulgebäude hat eine Klinkerfassade mit manieristischem Dekor. | BDA-Hist.: Q38111279 Status: § 2a Stand der BDA-Liste: 2025-06-30 Name: Schule GstNr.: 806 Musisches Zentrum Wien |
| ja    | Datei hochladen | U-Bahn-Station Josefstädter Straße, U-Bahn Bogen 42 HERIS-ID: 65452 Objekt-ID: 78282                                                      | Standort KG: Josefstadt                                                | Diese Station entspricht dem Typ der Hochbahnstationen der Wiener Stadtbahn am Gürtel, die noch in einem klassizierenden Stil der Freien Renaissance gestaltet sind. Sie ersetzten die Torbauten des Linienwalls, sind daher in analoger Weise gestaltet und mit einem mittleren Durchgang versehen. Die Seitenteile sind pylonartig erhöht. Die Bahnsteige befinden sich im Obergeschoß hinter verglasten Pfeilerkolonaden, sie werden an der Außenfassade durch einen Architrav angezeigt, der dem Niveau der Anschlussbauwerke entspricht. Der von der Stationsfassade überblendete Bogen 42 befindet sich zwischen der Unterführung unter der Josefstädter Straße und dem eigentlichen Stationsgebäude. | BDA-Hist.: Q2465704 Status: § 2a Stand der BDA-Liste: 2025-06-30 Name: U-Bahnstation Josefstädter Straße, U-Bahn Bogen 42 GstNr.: 1315 Josefstädter Straße metro station                                                                                  |
| ja    | Datei hochladen | ehem. Stadtbahn – Teilbereich der heutigen U6 HERIS-ID: 111233 Objekt-ID: 129024                                                          | U-Bahn Station Josefstädter Straße T (STATION) Standort KG: Josefstadt | Die Stadtbahn wurde ab 1892 im Zuge der Regulierung von Donaukanal und Wienfluss geplant, ästhetischer Beirat war seit 1894 Otto Wagner. Er plante mit seinen Mitarbeitern Unterbau, Hochbauten (Stützmauern, Brücken, Tunnelportale, Viadukte, Stationen) und Details (Geländer, Gitter, Tore, Möbel, Beleuchtungsköper etc.) aller Stadtbahnlinien. Es entstanden nach sechs Jahren Bauzeit etwa vierzig Bahnkilometer mit 36 Stationen im Stil des Späthistorismus mit Jugendstilelementen. Von 1969 bis 1989 wurde das System modernisiert und schrittweise in das U-Bahn-Netz integriert. Die Bereiche in der Josefstadt sind als Hochbahn ausgeführt. | BDA-Hist.: Q37822754 Status: Bescheid Stand der BDA-Liste: 2025-06-30 Name: ehem. Stadtbahn – Teilbereich der heutigen U6 GstNr.: 1270/6, 1271/1, 1271/4, 1311, 1312, 1313, 1315 Vienna Stadtbahn architecture                                            |

## Ehemalige Denkmäler
| Foto |                 | Denkmal                            | Standort                                   | Beschreibung | Metadaten |
| ---- | --------------- | ---------------------------------- | ------------------------------------------ | --- | --- |
| ja   | Datei hochladen | Deckenmalerei im Hausflur bis 2010 | Auerspergstraße 19 Standort KG: Josefstadt | Das 1782 erbaute Haus hat eine schlichte Putzfassade mit einer Balkonveranda aus dem Jahr 1848. Die Stichkappentonne des Foyers ist mit Malereien von Puttenallegorien ausgestattet. Am Treppenansatz steht eine Figur eines Fauns mit Tschinellen. | WD-Item: fehlt! Status: Stand der BDA-Liste: 2010-06-25 Name: Deckenmalerei im Hausflur GstNr.: 621 Auerspergstraße 19 |